# Roanoke (Illinois)
Roanoke – wieś w Stanach Zjednoczonych, w stanie Illinois, w hrabstwie Woodford.